# Blondie (album)
| Recensione                        | Giudizio            |
| --------------------------------- | ------------------- |
| AllMusic                          |                     |
| Robert Christgau                  | B+                  |
| The New Rolling Stone Album Guide |                     |
| Sputnikmusic                      | 4.0 (Excellent)     |
| Piero Scaruffi                    |                     |
| Ondarock                          | (Disco consigliato) |
| Dizionario del Pop-Rock           |                     |
| 24.000 dischi                     |                     |

Blondie è l'omonimo album di debutto del gruppo punk, new wave Blondie pubblicato nel 1976 per la Private Stock Records. Il primo singolo X Offender era originariamente intitolato Sex-Offender ma, dato che le radio non lo avrebbero trasmesso con questo titolo, venne rinominato. Dopo deludenti vendite i Blondie furono scaricati dalla casa discografica. Il gruppo fu quindi ingaggiato dalla Chrysalis Records che decise di ristampare il disco nel 1977. Il singolo che fece da promozione fu Rip Her To Shreds.

## Tracce

### LP
Lato A
1. X Offender – 3:11 (Deborah Harry, Gary Valentine)
2. Little Girl Lies – 2:04 (Deborah Harry)
3. In the Flesh – 2:26 (Deborah Harry, Chris Stein)
4. Look Good in Blue – 2:56 (Jimmy Destri)
5. In the Sun – 2:40 (Chris Stein)
6. A Shark in Jet's Clothing – 3:35 (Jimmy Destri)

Lato B
1. Man Overboard – 3:20 (Deborah Harry, Chris Stein)
2. Rip Her to Shreads – 3:20 (Deborah Harry, Chris Stein)
3. Rifle Range – 3:37 (Deborah Harry, Chris Stein, Ronnie Toast)
4. Kung-Fu Girls – 2:29 (Deborah Harry, Gary Valentine, Jimmy Destri)
5. The Attack of the Giant Ants – 3:20 (Chris Stein)

### CD
Edizione CD del 2001, pubblicato dalla Chrysalis Records (72435 33596-2-1)
1. X Offender – 3:15 (Deborah Harry, Gary Valentine)
2. Little Girl Lies – 2:08 (Deborah Harry)
3. In the Flesh – 2:33 (Deborah Harry, Chris Stein)
4. Look Good in Blue – 2:56 (Jimmy Destri)
5. In the Sun – 2:40 (Chris Stein)
6. A Shark in Jet's Clothing – 3:40 (Jimmy Destri)
7. Man Overboard – 3:22 (Deborah Harry, Chris Stein)
8. Rip Her to Shreds – 3:23 (Deborah Harry, Chris Stein)
9. Rifle Range – 3:42 (Deborah Harry, Chris Stein, Ronnie Toast)
10. Kung-Fu Girls – 2:33 (Deborah Harry, Gary Valentine, Jimmy Destri)
11. The Attack of the Giant Ants – 3:34 (Chris Stein)
12. Out in the Streets – 2:21 (Jeff Barry, Ellie Greenwich) – Traccia bonus - Demo, registrato nel 1975
13. The Thin Line – 2:17 (Deborah Harry, Chris Stein) – Traccia bonus - Demo, registrato nel 1975
14. Platinum Blonde – 2:12 (Deborah Harry) – Traccia bonus - Demo, registrato nel 1975
15. X-Offender – 3:14 (Deborah Harry, Gary Valentine) – Traccia bonus - Versione singolo (Private Stock 45097), registrato nel maggio 1976
16. In the Sun – 2:39 (Chris Stein) – Traccia bonus - Versione singolo (Private Stock 45097), registrato nel maggio 1976

## Formazione
- Deborah Harry - voce
- Chris Stein - chitarre, basso (brano: X Offender)
- Gary Valentine - basso, chitarra (brano: X Offender)
- Jimmy Destri - organo farfisa, grand piano, piano RMI, sintetizzatore Roland
- Clement Burke - batteria

Altri musicisti
- Ellie Greenwich - cori
- Micki Harris - cori
- Hilda Harris - cori

Note aggiuntive
- Richard Gottehrer - produttore
- Richard Gottehrer e Craig Leon - produttori (brani: X Offender e In the Sun)
- Registrazioni effettuate al Plaza Sound Studios di New York City, New York (Stati Uniti)
- Rob Freeman - ingegnere delle registrazioni
- Don Hünerberg - assistente ingegnere delle registrazioni
- Craig Leon - ingegnere del remixaggio
- Mastering effettuato da Greg Calbi al Sterling Sound
- David Perl - art direction e design copertina album originale
- Shig Ikeida - foto copertina album originale[11]

## Classifica
Album
| Anno | Classifica            | Posizione raggiunta |
| ---- | --------------------- | ------------------- |
| 1979 | Official Albums Chart | 75                  |